# Oued Zousfana
Der Oued Zousfana ist ein Fluss im nordöstlichen Marokko und der algerischen Sahara, dessen Oberlauf durch die Provinz Figuig in der Region Oriental fließt. Er ist der östliche der beiden Hauptquellflüsse des Oued Saoura in der algerischen Sahara (Provinz Bechar). 

## Verlauf
Das Tal des Oued Zousfana nimmt seinen Ursprung auf der Nordseite der Bergkette am Jbel Grouz (ca. 1880 m) im marokkanisch-algerischen Grenzgebirge und verlässt die Gebirgstäler nach Norden und nach 9 km biegt er an deren Fuß im rechten Winkel nach Osten ab. Hier entwässert er die Hochebene, in der auch die Nationalstraße N17 nach Figuig führt. Bei Kilometer 56 vollzieht der Oued Zousfana mit Erreichen der marokkanischen Ostgrenze die nächste Richtungsänderung. Er beschreibt eine 180-Grad-Wendung nach rechts und umrundet so die Oasenstadt Figuig von drei Seiten, wobei die Talsohle für etwa 24 km die Grenze zwischen Marokko und Algerien bildet. Bei Kilometer 81 knickt sein Lauf nach Süden ab, um durch eine letzte Bergkette des Atlasgebirges zu brechen und mit allgemeiner Südsüdwestrichtung den Weg in die Sandwüsten der Sahara zu nehmen. Sein Tal bildet die Westgrenze des Westlichen Großen Erg und bietet Raum für eine wichtige Oasenstadt, für die Kommune Taghit, die er bei Kilometer 266 erreicht. Vier Kilometer nördlich der Kommune Igli erreicht der Oued Zousfana schließlich nach 330,5 km Talweg die Vereinigung mit dem Oued Guir zum Oued Saoura. 
Die algerische Nationalstraße 6B begleitet das Trockental auf weiten Strecken auf dem Weg vom Saharaatlas bis Iglit.

## Hydrometrie
Der Zousfana steuert kaum Wasser zum Abfluss des Saoura bei. Sein Jahresabfluss liegt durchschnittlich gerade einmal bei 190 l/s.